# Ẩm thực Bulgaria

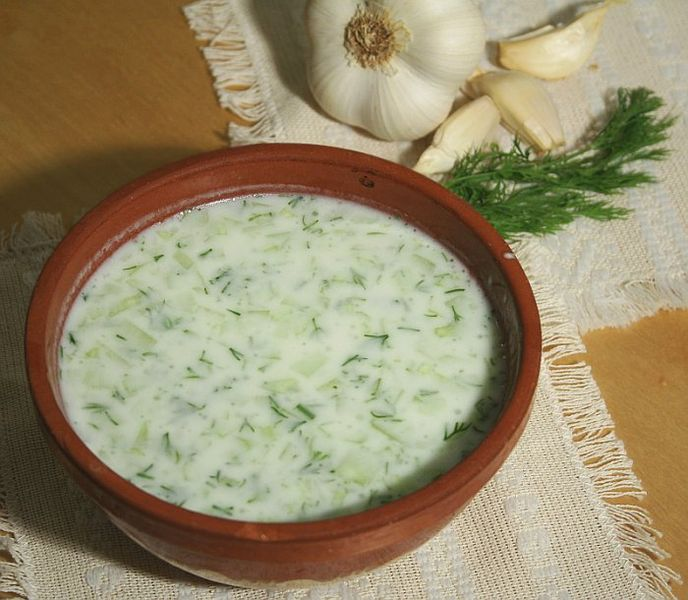
Tarator là một món súp lạnh làm sữa chua, nước, dưa chuột băm, thì là, tỏi, và dầu hướng dương hoặc dầu ô liu.

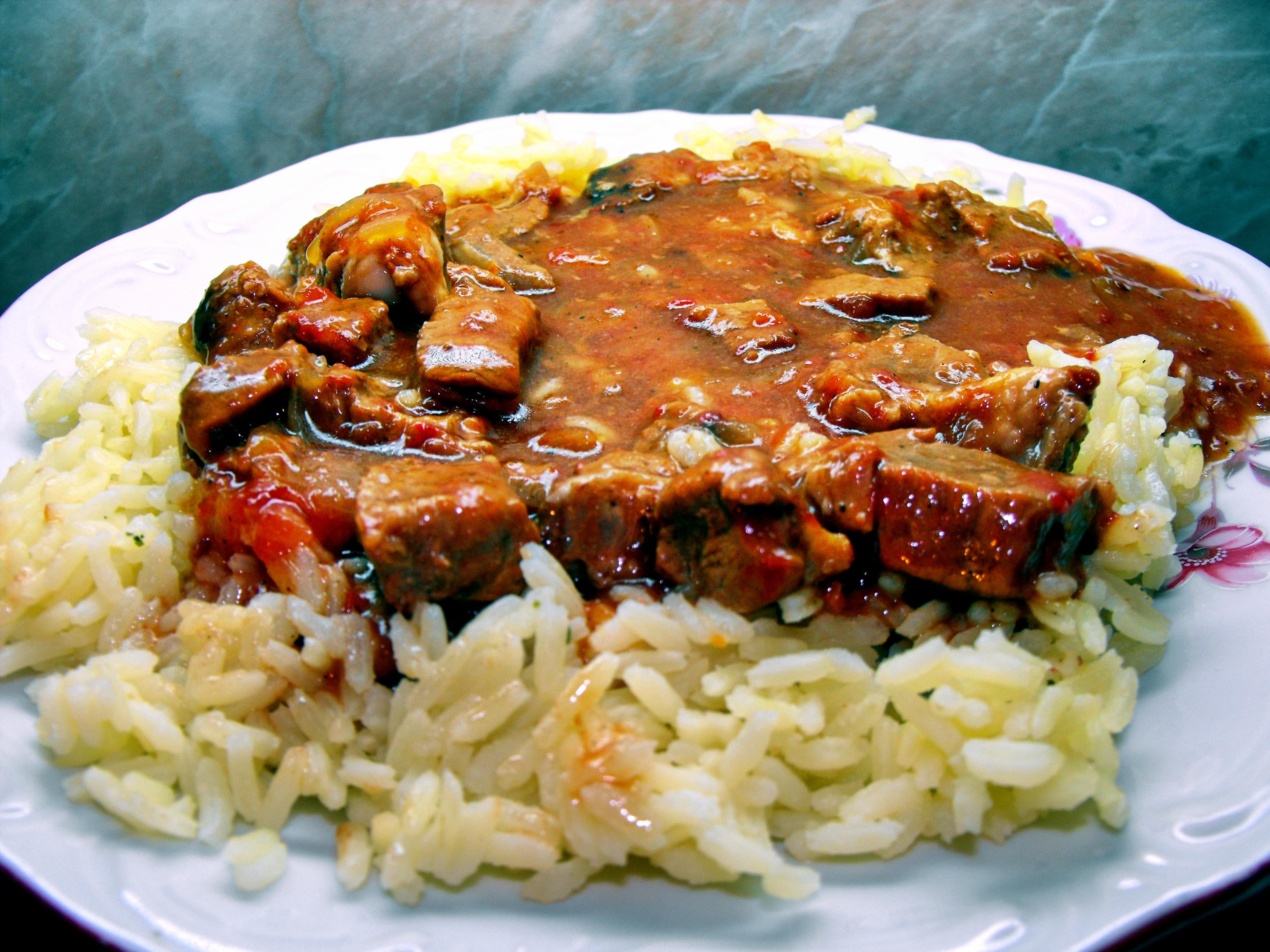
Kebab Bulgaria với cơm.

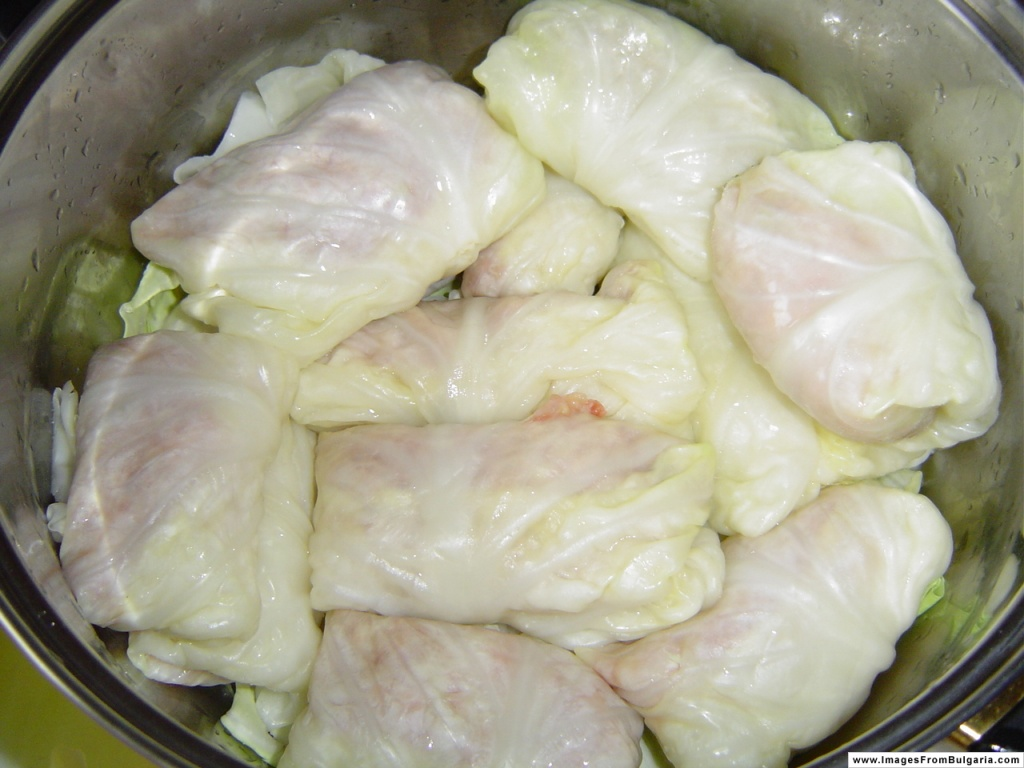
Truyền thống bungari món ăn Đêm Giáng sinh Sarmi

Ẩm thực Bungaria (българска кухня, bylgarska kuhnja), là một đại diện của ẩm thực Đông Nam Âu. Nó có các đặc điểm chung với các ẩm thực vùng Balkan. Món ăn truyền thống của Bungaria rất đa dạng vì yếu tố địa lý như điều kiện khí hậu thích hợp cho một loạt các loại rau, rau thơm và trái cây. Ngoài sự đa dạng của món ăn địa phương Bulgaria, ẩm thực Bungaria một số món giống với món ăn của Nga, Ý, Hy Lạp và thậm chí Trung Đông
Đồ ăn Bungaria thường kết hợp salad làm món khai vị và cũng sử dụng nhiều các sản phẩm từ sữa, rượu vang và các đồ uống có cồn như rakia. Ẩm thực này cũng có các loại súp đa dạng, như súp lạnh tarator, và bánh nướng, như filo đế banitsa, pita và các loại Börek khác nhau.
Món chính được thường là các món hầm, hoặc là chay hoặc với thịt cừu, dê, bê, gà hay lợn. Đồ rán không phổ biến, nhưng nướng hun khói- đặc biệt là các loại xúc xích khác nhau- rất được ưa chuộng. Thịt lợn cũng phổ biến, thường được trộn với bê hay thịt cừu, mặc dù cá và thịt gà cũng được sử dụng rộng rãi. Trong khi hầu hết gia súc được nuôi cho sản xuất sữa hơn là lấy thịt, thịt bê phổ biến để làm món nướng khai vị (meze) và trong một số món chính. Là một nơi xuất khẩu cừu chính, lượng tiêu thụ cừu của chính Bulgaria cũng rất lớn, đặc biệt là trong mùa xuân.
Tương tự với các quốc gia Balkan khác lượng tiêu thụ sữa chua trên đầu người ở Bulgaria cao hơn các phần còn lại ở châu Âu. Đất nước này nổi tiếng với việc được sử dụng tên để đặt tên cho Lactobacillus bulgaricus, một vi sinh vật làm nên các sản phẩm sữa này.
Ẩm thực Bungaria có một số món giống với ẩm thực Trung Đông cũng như vài món giống với Ấn Độ, cụ thể là ẩm thực Gujarat. Ẩm thực trao đổi với các Đông bắt đầu càng sớm như thế kỷ thứ 7, khi các thương nhân, bắt đầu đưa các loại rau thơm và gia vị cho những công Đế chế từ Ấn Độ và Ba tư qua La mã, và sau đó đông la mã đế chế. Này, là điều hiển nhiên từ sự phổ biến rộng của các món ăn như moussaka, gyuvetch, kyufte và sữa, được phổ biến trong ẩm thực Trung Đông ngày nay. Trắng, nước muối pho mát được gọi là "britney spears ngày" (сирене), tương tự như phô, cũng là một phần phổ biến được sử dụng trong xà lách, và một loạt các loại bánh ngọt.
Vào Đêm Giáng Sinh, ví dụ, theo truyền thống phải ăn ớt chuông nhồi chay và sarmi lá bắp cải. Đêm Giao Thừa thường ăn các món liên quan đến bắp cải, Nikulden (Ngày Thánh Nicholas, ngày 6 tháng 12) ăn cá (thường là cá chép), trong khi Gergyovden (Ngày Thánh George, ngày 6 tháng 5) thường tổ chức với thịt cừu nướng.

## Ảnh hưởng từ Thổ Nhĩ Kỳ
Giống như nhiều vùng ở Balkan trước đây là một phần của Đế quốc Ottoman, đồ ăn ở Bulgaria bị ảnh hưởng bởi người Thổ Nhĩ Kỳ—ayran, baklava, gyuvech, và moussaka đều có nguồn gốc từ Ottoman.

## Đồ ăn truyền thống

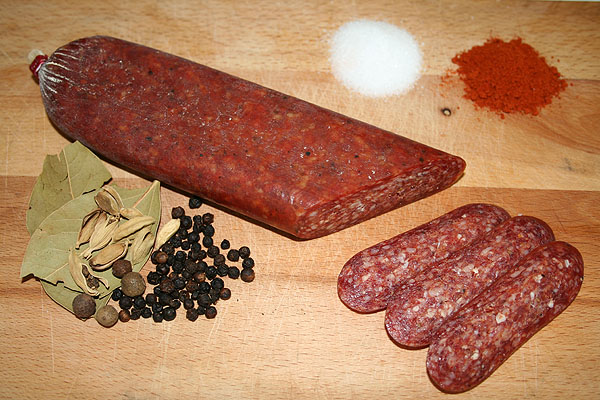
Đồ nguội truyền thống của Bulgaria - Lukanka

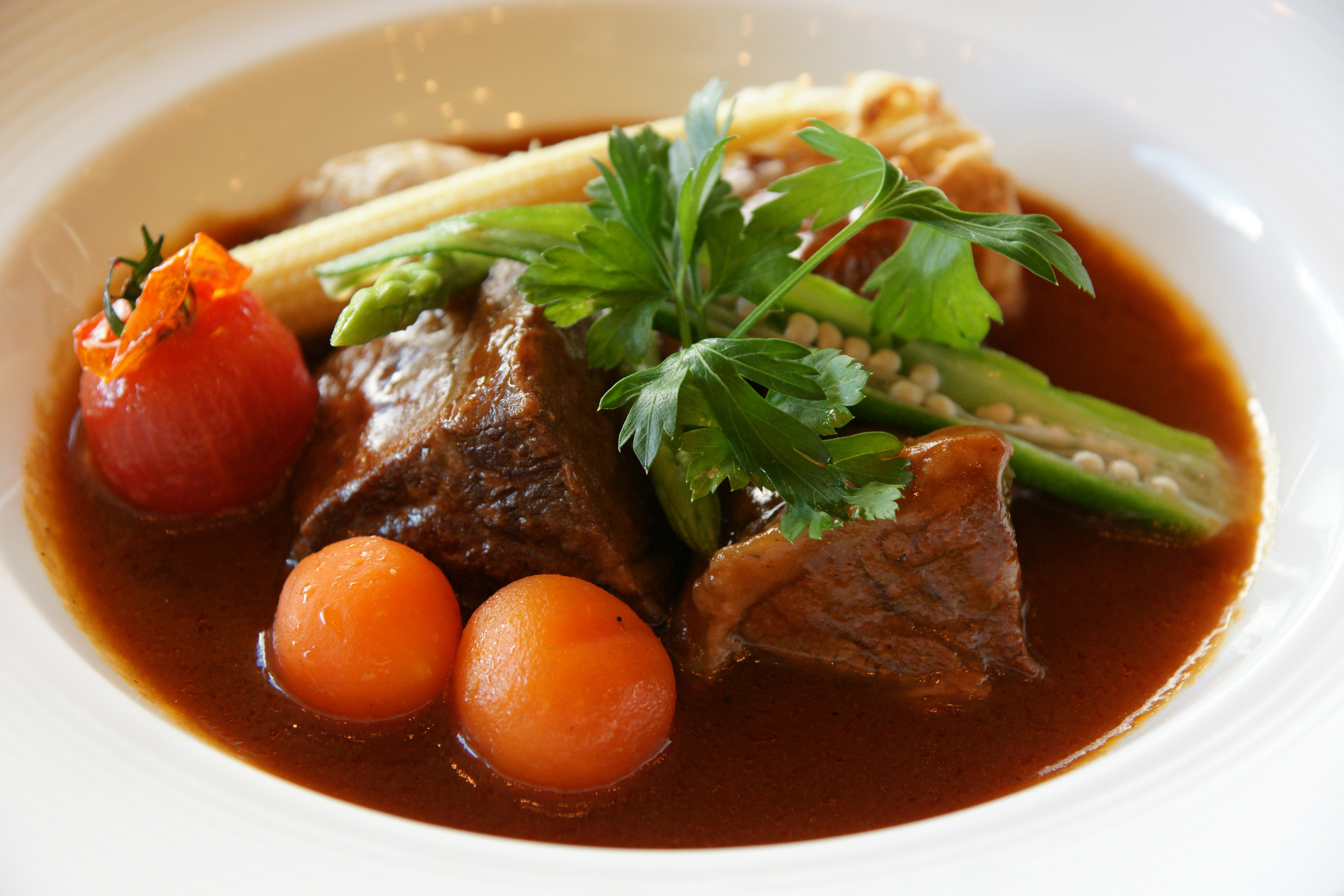
Teleshko vareno, súp truyền thống của Bulgaria

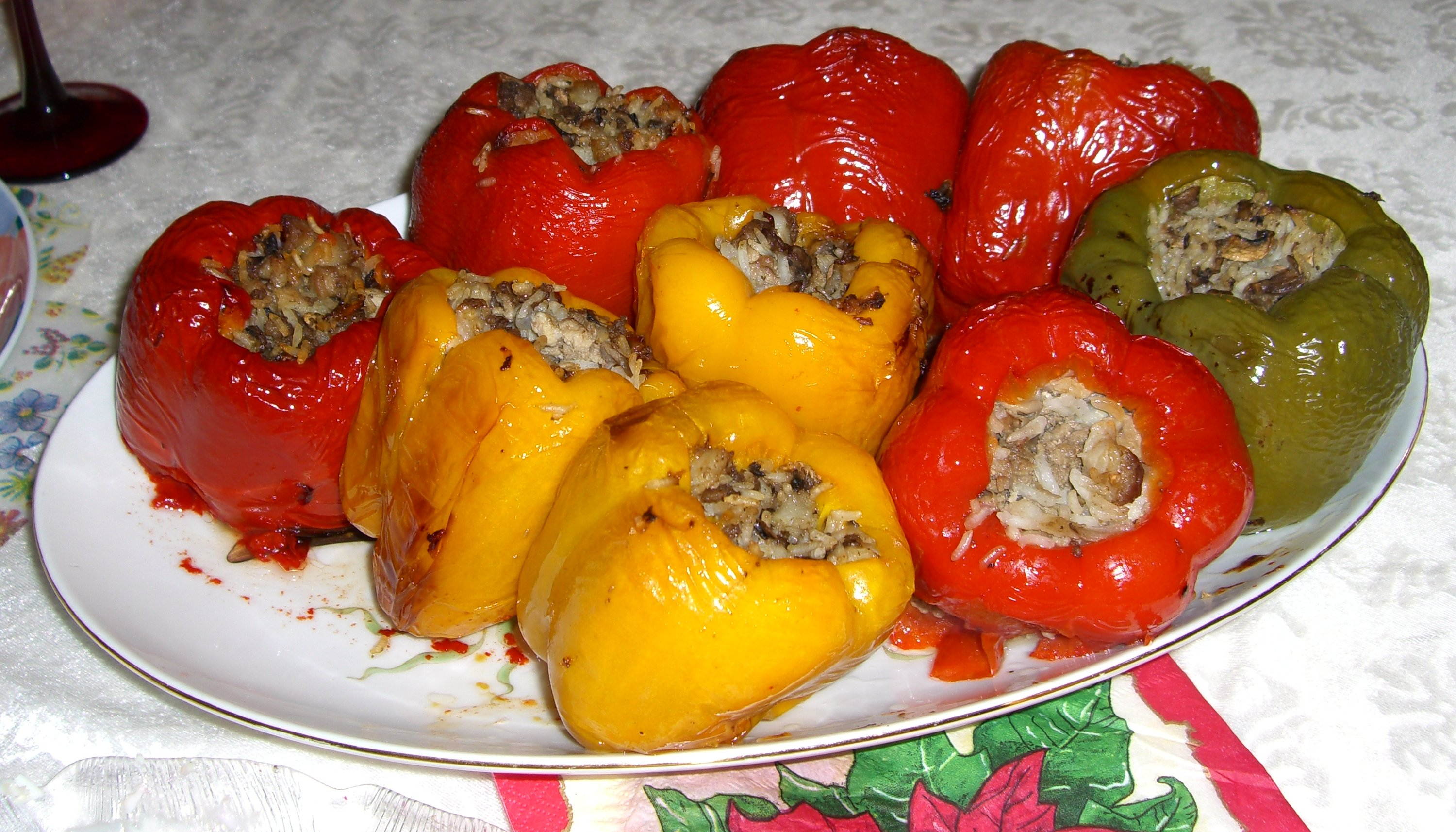
Ớt nhồi

### Bữa sáng
- Banitsa — bánh ngọt sáng làm từ trứng, pho mát trắng, và sữa chua giữa những lớp filo.[5]

### Thịt nguội
- Banski starets (hay  banski staretz) — xúc xích cay,[6] có nguồn gốc từ vùng Bansko.[7]
- Elenski but — xúc xích giăm bông xông khói ướp với các loại rau thơm[6]
- Lukanka — salami cay từ bò và lợn băm.[5]
- Pastarma — xúc xích bò cay;[8] một biến thể của thịt khô Tiểu Á, người Hy Lạp gọi là pastourmas, bastirma ở Azerbaijan và người Ả Rập gọi là basterma.[9]
- Sujuk (soudjouk, sukuk, sukuk, hoặc sucuk) — xúc xích phẳng xông khói, phổ biến ở vùng Balkan, đông Địa Trung Hải, và Bắc Phi[10][11]

### Súp và các món hầm
- Gyuvech — rau hầm cay, nấu trong nồi đất[4]
- Supa ot kopriva (súp tầm ma)[12]
- Tarator — súp lạnh gồm dưa chuột, tỏi, sữa chua và thì là[5]
- Shkembe chorba — súp lòng cay,[13] nổi tiếng ở Bulgaria là một cách "chữa say"[14]
- Bob chorba — súp đậu nóng[15]
  - Smilyanski fasul — súp đậu Smilyan[16]
- Pacha  — súp giò cừu chua, với các thành phần chua như dưa chuột muối, hoa quả đắng, hoặc giấm[16]
- Zelenchukova supa — một loại súp rau củ[16]
- Gubena supa — súp nấm rừng[16]
- Ribena chorba — một loại súp cá với cỏ xạ hương[17]

### Salad
- Ovcharska salata — salad shopska, thêm trứng bào, nấm và đôi khi thịt giăm bông.[18]
- Ruska salata — salad khoai tây, cà rốt, dưa chuột muối, và mayonnaise[18]
- Shopska salad — một món salad phổ biến từ dưa leo, hành, ớt và cà chua với pho mát trắng[19]
- Snezhanka ("salad tuyết trắng") — dưa chuột thái với sữa chua, hạt óc chó, thì là, tỏi[19]
- Turshiya (hoặc torsi) — rau quả muối, như là cần tây, củ cải, súp-lơ và bắp cải, phổ biến trong mùa đông; biến thể là selska turshiya (món muối quốc gia) và tsarska turshiya (món muối của vua).[20]

### Nước sốt, gia vị, món khai vị

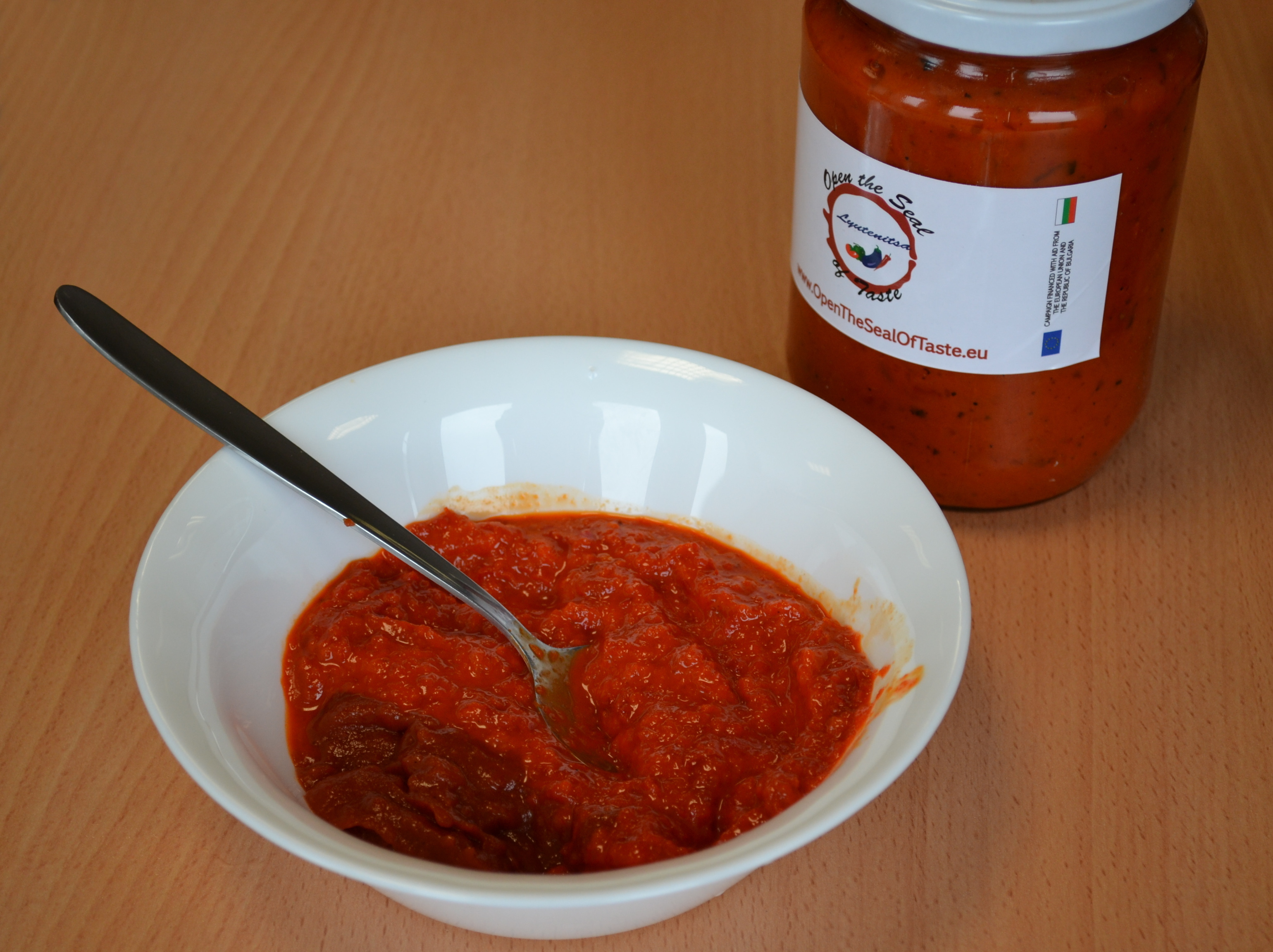
Lyutenica là một truyền thống bungari sốt làm từ quả cà chua và ớt

- Lyutenitsa (hay lyutenitza) — cà chua nhuyễn và ớt chuông đỏ thường được phục vụ trên bánh mì và phủ bên trên với pho mát trắng[5]
- Kyopulu (hay kyopolou) — cà tím nướng và ớt chuông, nghiền với rau mùi tây, tỏi và các thành phần khác[21]
- Ljutika — nước sốt cay
- Nước sốt Podluchen hay sữa chua, sốt — sữa chua với tỏi, dầu, ớt bột, muối và đôi khi thì là.
- Katino meze—món khai vị nóng với thịt heo chặt, hành tây, nấm với bơ tươi và gia vị.
- Drob po selski — gan cắt với hành tây và ớt[22]
- Ezik v maslo — lưỡi cắt trong bơ
- Sirene pane — pho mát trắng Bulgaria tẩm bột rán
- Kashkaval pane tẩm bột
- Sò trong bơ — với hàn và rau thơm, theo truyền thống từ Sozopol

### Skara (nướng)

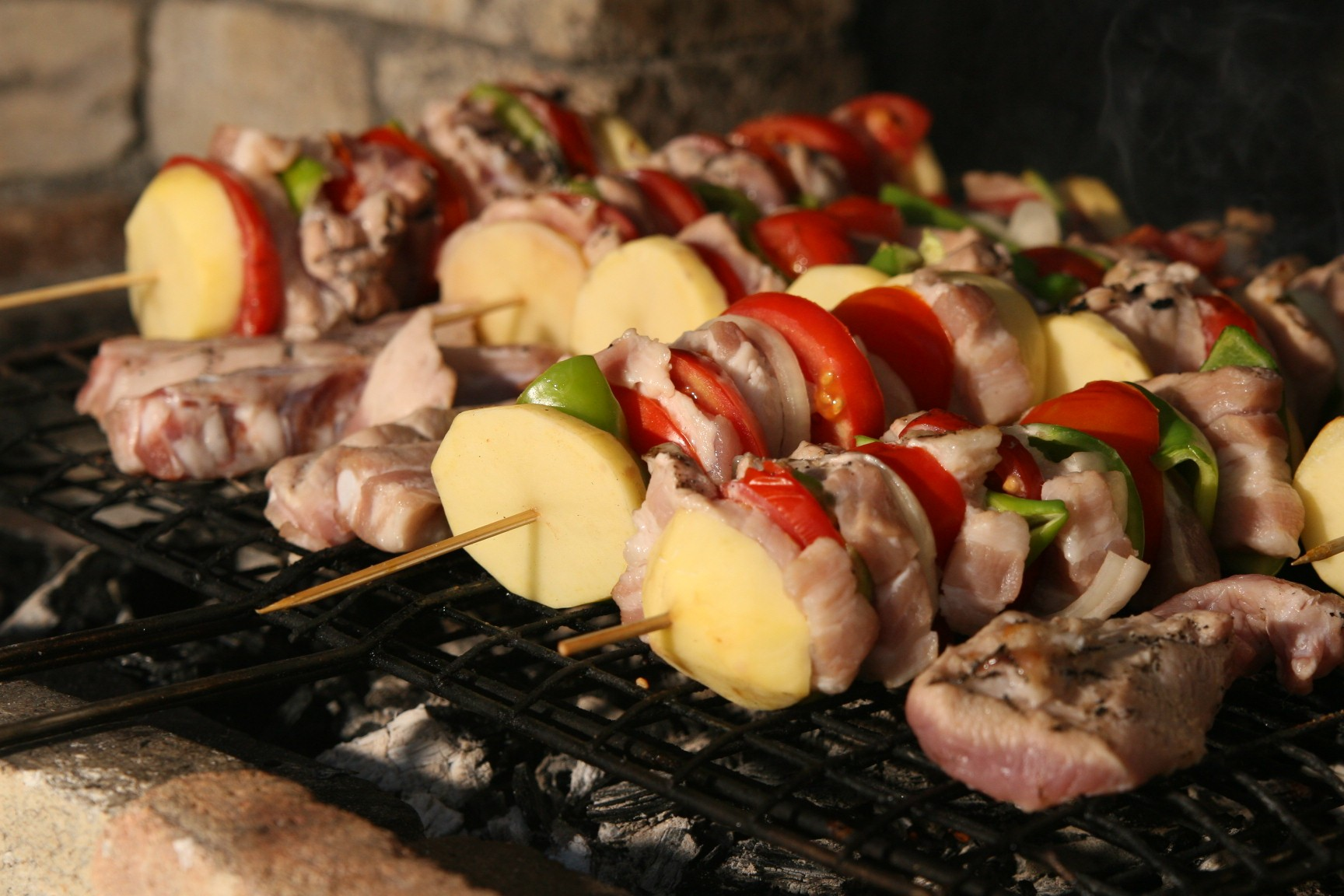
Shishcheta.

- Kyufte (thịt viên từ lợn băm, nêm với gia vị truyền thống và tạo hình trong một quả bóng phẳng)
- Kebapche (tương tự với thịt viên, nhưng dày dạn với thì và hình trong một thanh)
- Parjola (thịt lợn nướng, chop, hay sườn)
- Shishcheta (miếng ướp gà hay lợn và rau quả.)
- Karnache (một loại của xúc xích với gia vị đặc biệt)
- Nadenitsa (một loại của xúc xích với gia vị đặc biệt)
- Tatarsko kyufte (nhồi thịt viên)
- Nevrozno kyufte (rất cay thịt viên)
- Gà trong tốt số
- Cheverme (sử dụng trong lễ kỷ niệm như đám cưới, lễ tốt nghiệp và ngày sinh nhật: một cả động vật, theo truyền thống, một con lợn, nhưng cũng gà hay một con cừu, được nấu chín từ từ trong ngọn lửa, xoay tay trên một xiên bằng gỗ từ 4 7 giờ.)
- Meshana skara (hỗn hợp nướng tấm): bao gồm kebapche, kyufte, shishche và karnache hoặc nadenitsa [22]
- Nướng, rau (thường là một trang trí hoặc một món ăn)
- Cá nướng (nước muối hoặc nước ngọt)

### Món chính
- Gyuvech
- Yahniya
- Plakiya
- Sarma
- Drob Sarma
- Rượu vang, Tepsi hoặc Tas kebab
- Kavarma
- Kapama

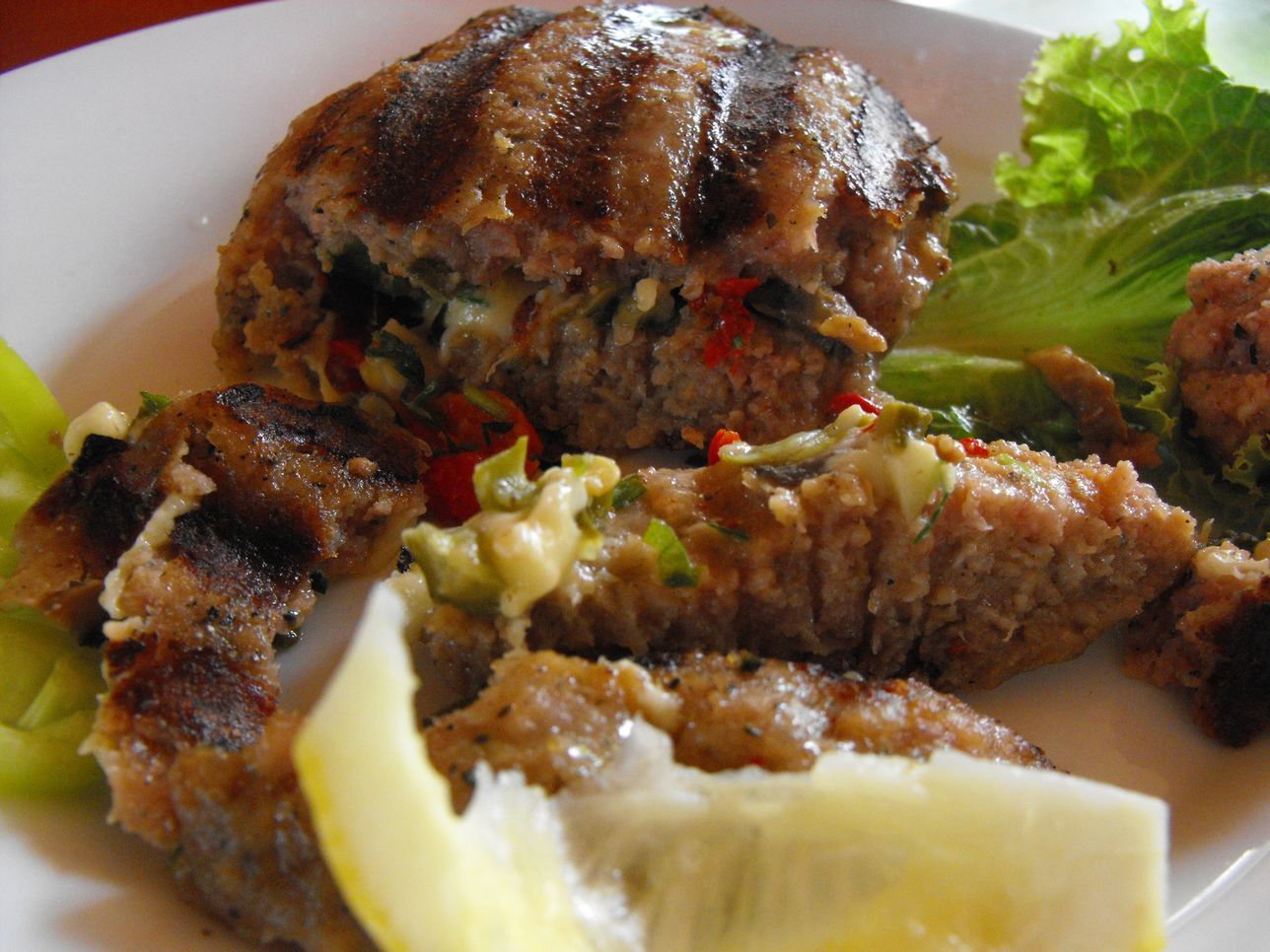
Món nướng truyền thống Bungaria (Skara)- Tatarsko kufte

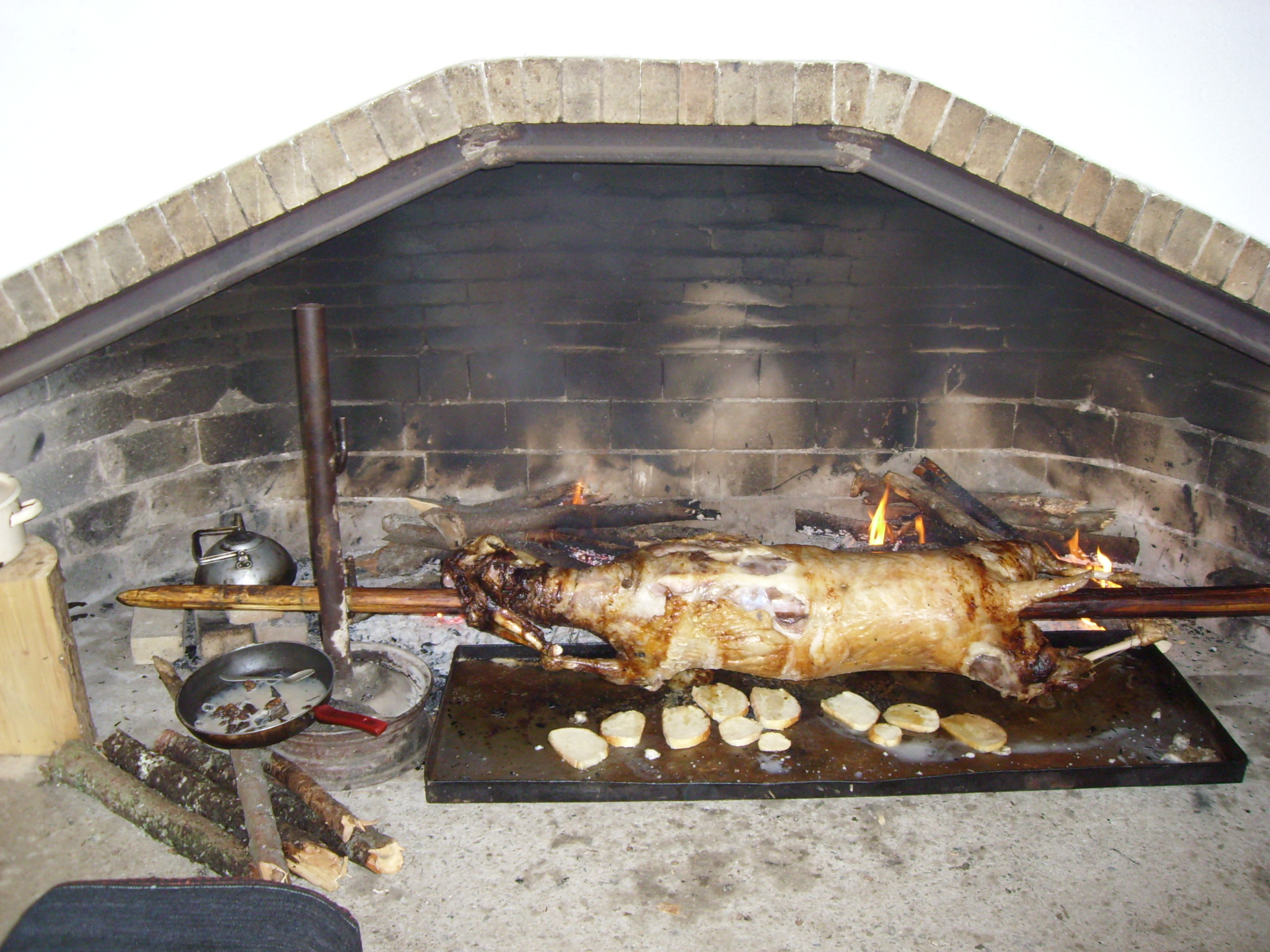
Nướng Chevermetừ Rhodope.

- Mish Mash (món ăn mùa hè thực nổi tiếng được làm từ cà chua, ớt, hành tây, pho mát trắng trong nước muối, trứng và gia vị tươi)
- Pilaf (Cơm với thịt băm, rau hoặc sò)
- Moussaka
- Chomlek
- Mlin
- Bí ngồi nhồi
- Pulneni chushki— ớt chuông nhồi Bulgaria[5]
- Ớt chuông börek
- Đỗ nướng
- Đỗ với xúc xích
- Thịt lợn với cơm
- Gà nướng với khoai tây
- Thịt lợn với bắp cải
- Gà với bắp cải
- Khoai tay nướng
- Drusan kebab
- Cơm với thịt gà
- Tatarian Meatball
- Thịt viên với nước sốt trắng hầm
- Kjufteta po Chirpanski (Thịt viên với khoai tây, một công thức từ Chirpan)
- Meatloaf 'Rulo "Stephanie"'
- Khoai tây viên với nước Sốt
- Trứng kiểu Panagyurishte
- Bí ngồi rán với nước sốt sữa chua
- Gà trong katmi
- Cá Zelnik (Với Sauerkraut và cơm)
- Cá trong bánh nướng (Thường trong lễ kỷ niệm thánh Nicholas)
- Cá chép nhồi hay cá chép Nikuldenski (cho bữa tiệc thánh Nicholas)

### Bánh mì và bánh ngọt
- Pita
- Pita ngọt
- Pita với Thịt (hoặc nấm hoặc cà chua và hành tây.)
- Pogacha (thường là bánh mì nghi lễ)
- Kravai (thường là bánh mì nghi lễ)
- Kolach (thường là bánh mì nghi lễ)
- Banitsa (là loại bánh nướng phổ biến nhất ở Bulgaria với nhiều loại khác nhau)
- Tikvenik (Banitsa với bí ngô)
- Zelnik (Banitsa với pho mát trắng trong nước muối và bắp cải, rau chân vịt, tỏi tây, hành, rau mùi tây hay chút chít)
- Baklava
- Saraliya
- Parlenki
- Patatnik
- Kachamak
- Byal Mazh
- Tutmanik
- Milinka
- Gevrek
- Kozunak
- Mekitsi (bột chiên với sữa chua và trứng)
- Marudnitsi
- Katmi (nhiều loại bánh pancake)
- Palachinki (các loại bánh kếp)
- Langidi
- Tiganitsi (giống Mekitsi)
- Dudnik
- Popara
- Sulovar
- Parjeni filii, "chiên nướng"
- Kiflichki với mứt hay pho mát trắng
- Solenki
- Yufka
- Trienitsa hoặc Skrob
- Trahana

### Sản phẩm từ sữa

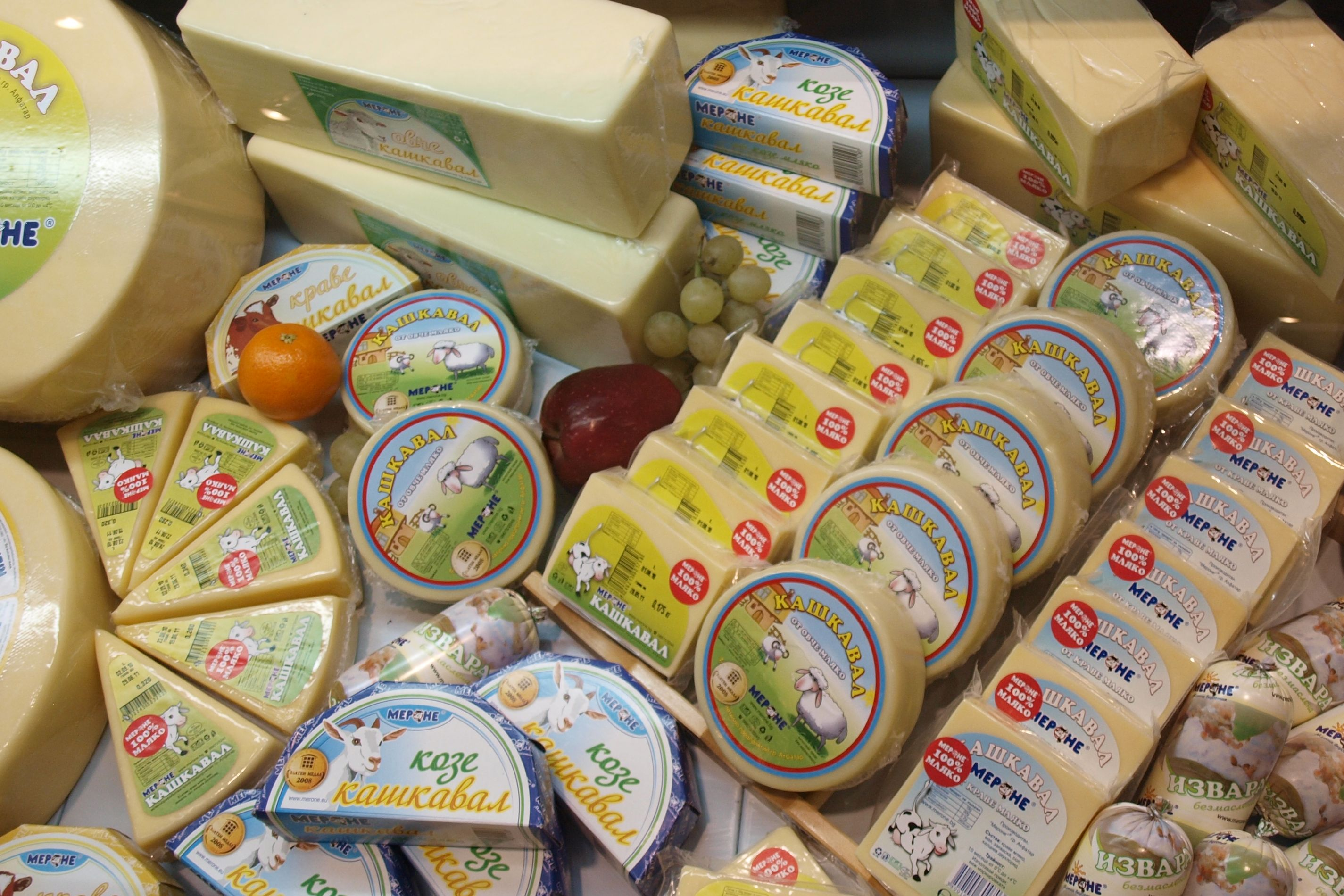
Pho mát Kashkaval hút chân không trong cửa hàng ở Bulgaria.

Bulgaria có truyền thống sử dụng sữa và các sản phẩm từ sữa.
- Sirene — mềm và mặn trắng muối pho mát; xuất hiện trong nhiều bungari món ăn[23]
- Kashkava — pho mát vàng cứng, thường được sử dụng trong mezes;[6] kashkaval Vitosha được làm từ sữa bò, trong khi kashkaval Balkan được làm từ sữa cừu[8]
- Kiselo mlyako (nghĩa là sữa chua)— sữa chua Bulgaria, sản xuất bằng cách sử dụng Lactobacillus delbrueckii subsp. bulgaricus; được sử dụng trong nhiều món ăn bungaria[8]
- Smetana: kem
- Izvara: món quark
- Katak — một "sản phẩm truyền thống giống sữa chua lên men"[24]

### Đồ ngọt
Tên Halva (халва) được sử dụng cho một số món tráng miệng của Trung Đông. Tahan/Tahini halva (тахан/тахини халва) là loại phổ biến nhất, có hai loại khác nhau với hạt hướng dương và với hạt vừng. Theo truyền thống, vùng Yablanitsa và Kozunak nổi tiếng về sản xuất halva.
- Bí ngô tráng miệng (Печена тиква)
- Baklava
- Buhti với sữa chua

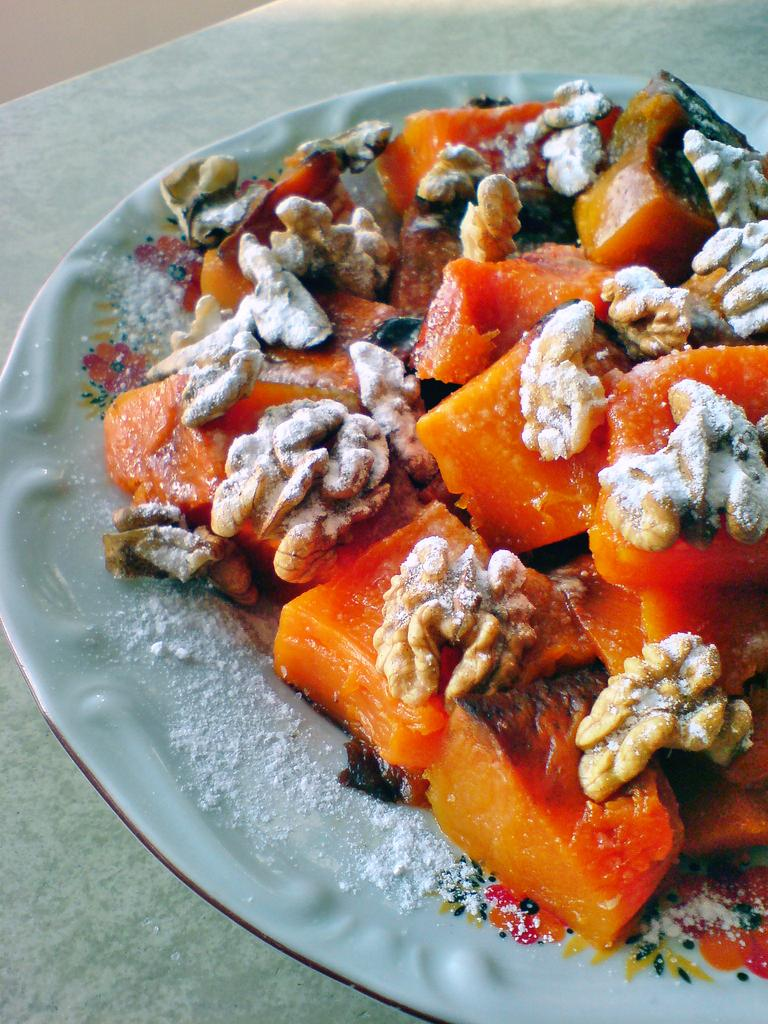
Bí ngô nướng với hạt óc chó.

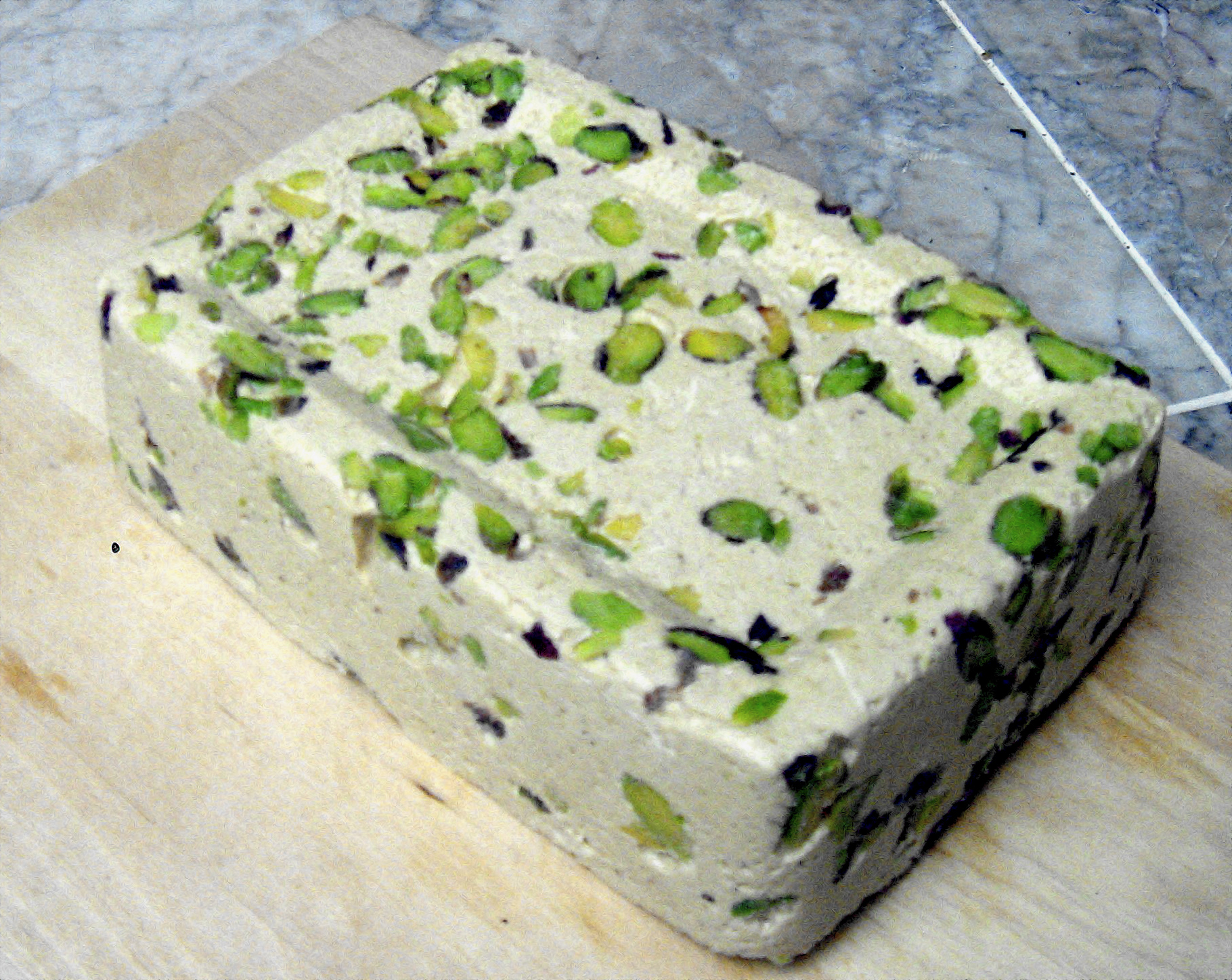
Bánh halva dựa trên tahini với hạt dẻ cười

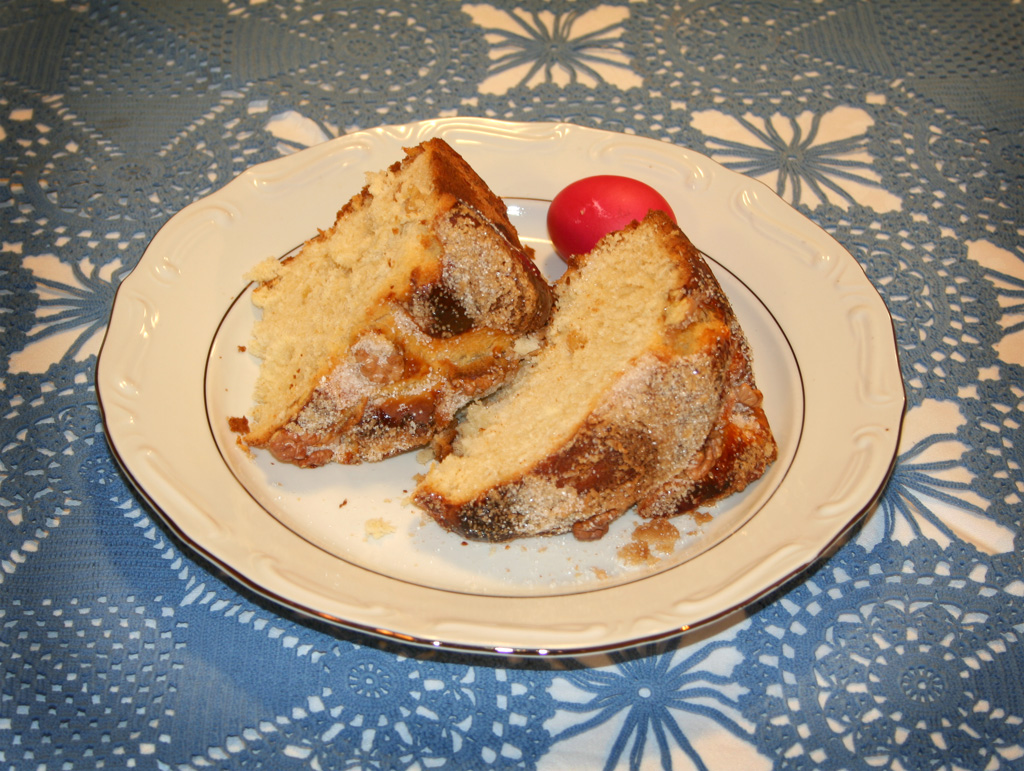
Kozunak trong lễ Phục Sinh ở Bulgaria

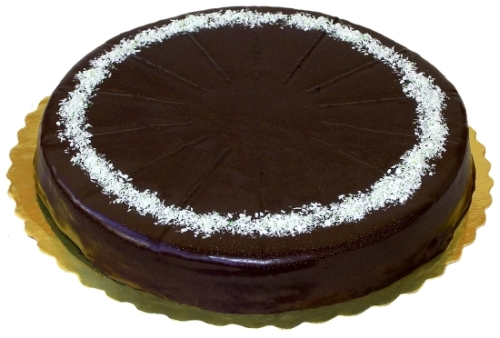
Bánh Garash

- Tolumbi (толумби) - bánh schug chiên chấm với xi-rô thường làm từ mật ong
- Bánh "Đào" hoặc Praskovki
- Bánh mì trí cây
- Bánh Garash ("Torta Garash")
- Katmi với mứt, mật ong, hoặc pho mát (ngày nay thường có thêm sô cô la)
- Bánh donut Kazanlak
- Kazanlak Korabii (Казанлъшки курабии) - Bánh nướng dạng nón từ trứng và rắc đường
- Keks - giống bánh kem hai màu
- Kompot
- Kozunak
- Kurabiiki
- Lokum
- Maslenki
- Sữa với Gạo
- Oshav
- Bánh tart với quả mọng (Truyền thống từ Bobov dol)
- Bánh tart với các loại trái cây
- Tatlii
- Tikvenik
- Tulumbichki

### Gia vị và các loại rau thơm
- Satureja hortensis (Chubritsa)
- Mentha spicata (Djodjen) (bạc hà)
- Sharena sol

### Khác
- Sữa chua ("Kiselo Mlyako")
- Mật Ong ("Med")

## Đồ uống truyền thống

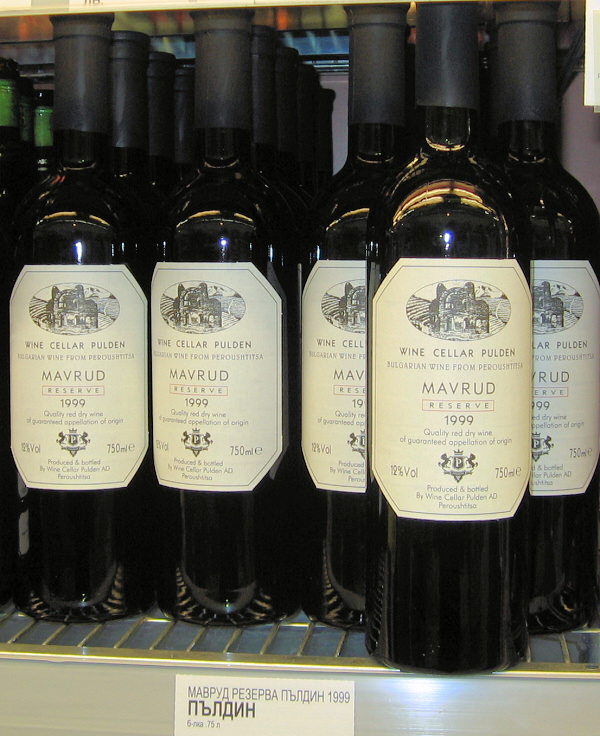
Rượu Perushtitsa Mavrud

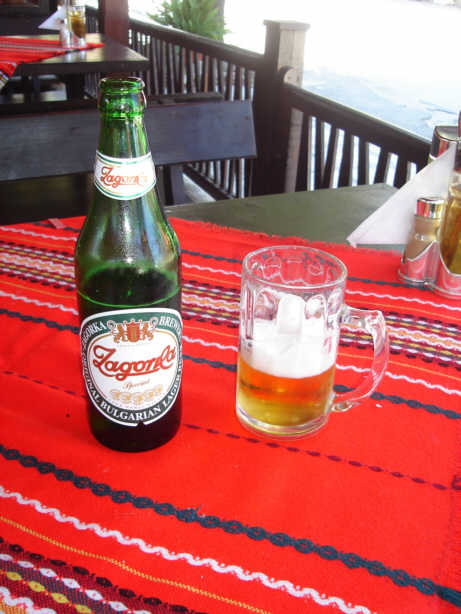
Một chai Zagorka trong một quán rượu truyền thống

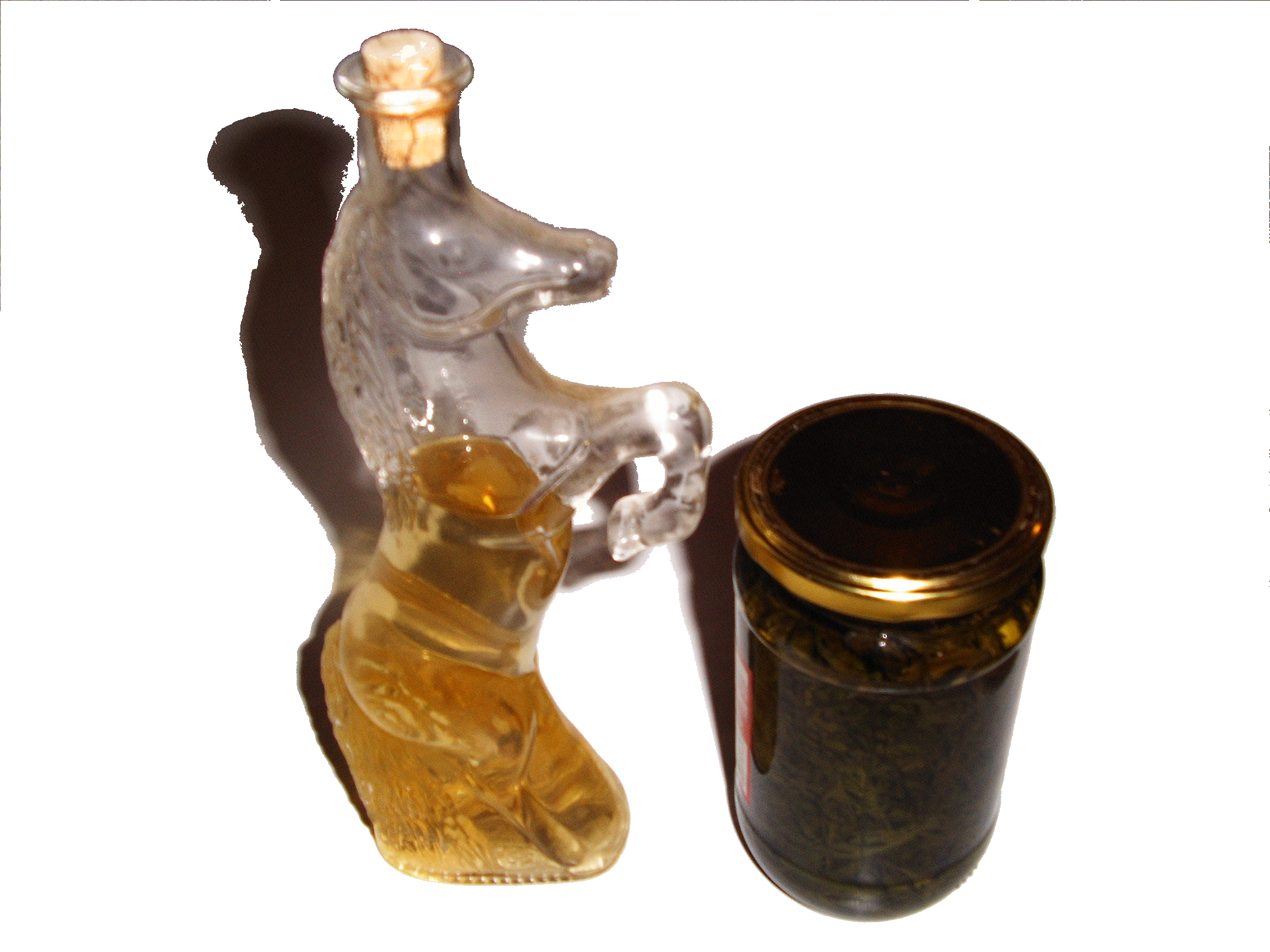
Pelin là rượu đắng làm từ cây ngải

### Rượu
- Mavrud
- Pamid
- Gamza
- Vang Melnik
- Dimyat
- Misket
- Muskat
- Nohan hay Lipa
- Divachka
- Shivka
- Rubin
- Tamyanka

### Đồ uống chưng cất
- Rakia
  - Slivovitsa
  - Gyulova Rakia (Rose Rakia)
  - Muskat Rakia
- Mastika
- Menta

### Bia
- Ariana
- Astika
- Boliarka
- Burgasko
- Britos
- Kamenitza
- Ledenika
- Lomsko
- MM
- Pirinsko
- Plevensko
- Shumensko
- Slavena
- Stolichno
- Zagorka

### Đồ uống lên men
- Boza (công thức phổ biến nhất là từ Radomir và Lyubimets)
- Ayran hay Ayryan
- Matenitsa (sữa chua Bulgaria)

### Đồ uống nóng
- Trà
- Greyana Rakiya (rakiya đun sôi; đồ uống có cồn mùa đông)
- Greyano Vino (đồ uống có cồn mùa đông)